# VOF de Kunst
VOF de Kunst, connu sous le nom The Art Company en dehors des pays néerlandophones, est un groupe de pop néerlandais, formé à Tilbourg en 1983.
Leur chanson phare est Suzanne, ou Susanna dans sa version en anglais, qui a atteint la première place des classements en France et aux Pays-Bas et la douzième place au Royaume-Uni. Le chanteur du groupe est Nol Havens. Dans les années 1980, le groupe a connu quelques autres succès avec des chansons pop en néerlandais, notamment aux Pays-Bas, puis s'est concentré sur la musique pour enfants.

## Biographie

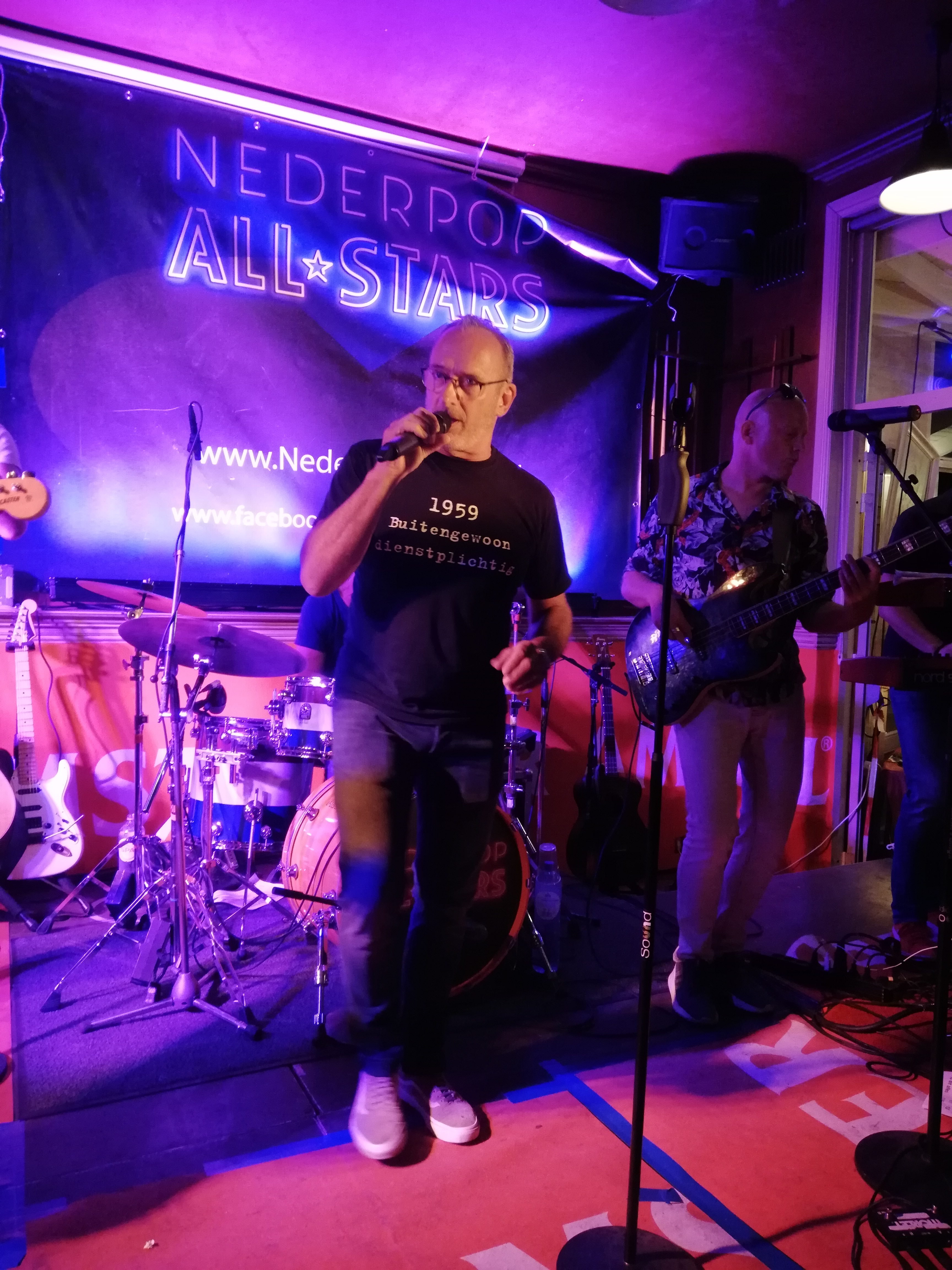
Nol Havens, le chanteur du groupe en 2018.

Le groupe VOF de Kunst est formé en 1983 à Tilbourg, dans la province du Brabant-Septentrional. « VOF » est une abréviation de vennootschap onder firma, en français société en nom collectif, la structure commerciale du groupe.
Leur premier single, Suzanne, est rapidement devenu un succès dans les hit-parades aux Pays-Bas. Le groupe adopte le nom « The Art Company » pour la traduction en anglais de leur premier single, sous le titre Susanna. Diffusée dans d'autres pays, elle a également rencontré le succès. The Art Company est une traduction libre de leur nom en néerlandais : « Kunst » signifiant « art » et les lettres « VOF » faisant référence à une forme de société, « company » en anglais. Pour le succès international de cette chanson, VOF de Kunst a reçu le Prix Conamus à l'exportation (en) en 1984,. Plus de trois millions de disques de Suzanne ont été vendus,. Le deuxième single Oude liefde roest niet a suivi au début de l'année 1984, et a également connu le succès aux Pays-Bas.
Le groupe s'est ensuite tourné vers la musique anglophone pendant un certain temps. Plusieurs albums en anglais sont sortis et le groupe a effectué une tournée européenne sous le nom de The Art Company. En 1987, le groupe revient à la chanson néerlandaise. Le single Eén kopje koffie (« Une tasse de café »), connaît un succès immédiat dans leur pays d'origine.
En 1990, en hommage à Annie M.G. Schmidt, VOF de Kunst sort un album pour enfants contenant des poèmes de l'écrivaine, mis en musique par Paul Christiaan van Westering. L'album Dikkertje Dap connaît un grand succès et a figuré dans le top 100 des albums pendant un an. Le groupe a également participé à la version néerlandaise de 1, rue Sésame pendant plusieurs saisons. Le groupe sort plusieurs albums au cours des années suivantes, dont un album avec des chansons consacrées à la fête de Saint-Nicolas. À partir de 1995, VOF de Kunst parcoure les Pays-Bas avec des représentations théâtrales pour les enfants et les parents. Au fil des ans, le groupe a collaboré avec, entre autres, l'humoriste néerlandais Erik van Muiswinkel (nl) et les auteurs de livres pour enfants Paul van Loon (en), Selma Noort (nl) et Carry Slee. Les CD pour enfants de VOF de Kunst se sont vendus à 1,7 million d'exemplaires.

## Membres
- Nol Havens (nl) – chant
- Ocki Kootwijk – guitare
- Hans Klein – guitare
- Robert Jean Michel de Kok – saxophone
- Mark Stoop – batterie
- Tijn Smit – piano

## Discographie

### Albums studio
The Art Company
- Get It Out of Your Head (1984)
- Oops (1985)

VOF de Kunst
- Maandagmorgen 6:30 (1983)
- Een jaar later...... (1984)
- Onbeperkt houdbaar (1987)
- Open huis in Artis (1988)
- De nette man (1991)

### Singles
- 1983 : Suzanne / Susanna
- 1984 : Oude liefde roest niet
- 1984 : 'k Wil niet met een ander dansen
- 1984 : Heut' nicht, morgen
- 1984 : Het is beter zo
- 1984 : Als ze lacht (Dan lacht ze echt)
- 1985 : This Is Your Life
- 1985 : Eileen
- 1986 : I Wanna Know Who They Are
- 1987 : Eén kopje koffie / One Cup of Coffee
- 1987 : Waar heb ik jou meer gezien
- 1988 : Retour Sneek
- 1988 : De laatste meters (avec The Skymasters)
- 1989 : Speciale aanbieding (avec Het Goede Doel)
- 1991 : Dikkertje Dap (Live)